# Ratpenat cuallarg de Greenhall
El ratpenat cuallarg de Greenhall (Cynomops greenhalli) és una espècie de ratpenat de la família dels molòssids.

## Descripció
- Fa entre 40 i 97 mm de llargària total.
- És marró groguenc o negre a la part superior i gris a la inferior.
- Pavellons auriculars curts i arrodonits.

## Distribució
Es troba al Brasil, Colòmbia, Costa Rica, l'Equador, la Guaiana Francesa, Guaiana, Hondures, Mèxic, Surinam, Trinitat i Tobago i Veneçuela.

## Dieta
Menja insectes.